# 1978 في نيوزيلندا
فيما يلي قوائم الأحداث التي وقعت خلال عام 1978 في نيوزيلندا.

## سياسة

### تعيين في المنصب
- 1 يناير – مارلين ويرينغ عضو مجلس النواب نيوزيلندا.

### انتهاء فترة المنصب
- 1 يناير – مارلين ويرينغ عضو مجلس النواب نيوزيلندا.

## رياضة
- 1 يناير – بطولة أمم أوقيانوسيا لكرة السلة 1978

## مواليد

### يوليو
- 6 يوليو – مايك هوميك لاعب كرة سلة نيوزيلندي.

### أغسطس
- 22 أغسطس – أيدين دالي لاعب كرة سلة نيوزيلندي.

### أكتوبر
- 10 أكتوبر – كارولين ماير مُجدّفة نيوزيلندية.
- 23 أكتوبر – أرتشي تومبسون لاعب كرة قدم أسترالي.

### نوفمبر
- 17 نوفمبر – زوي بيل ممثلة نيوزيلندية.
- 21 نوفمبر – بول أورلوفيتش لاعب كرة قدم نيوزيلندي.
- 23 نوفمبر – كامبل بانكس لاعب كرة قدم نيوزيلندي.

### ديسمبر
- 15 ديسمبر – هايدن غودفري درّاج طريق نيوزيلندي.